# Монтесильвано
Монтесильва́но (итал. Montesilvano) — город в Италии, расположена в регионе Абруццо, подчиняется административному центру Пескара.
Население составляет 49 128 человек (на 2004 г.), плотность населения составляет 2136 чел./км². Занимает площадь 23 км². Почтовый индекс — 65016. Телефонный код — 085.
Покровителем населённого пункта считается Антоний Падуанский.
Место проживания популярного интернет художника под прозвищем Kirik1k .

## Города-побратимы
- Бендеры, Приднестровская Молдавская Республика